# Gran Premio di superbike di Laguna Seca 2001
Il Gran Premio di superbike di Laguna Seca 2001 è stato la nona prova su tredici del campionato mondiale Superbike 2001, è stato disputato il 8 luglio sul circuito di Laguna Seca e ha visto la vittoria di Ben Bostrom in gara 1, lo stesso pilota si è ripetuto anche in gara 2.

## Risultati

### Gara 1

#### Arrivati al traguardo[3]
| Pos. | Nº  | Pilota           | Squadra              | Motocicletta        | Giri | Tempo     | Griglia | Punti |
| ---- | --- | ---------------- | -------------------- | ------------------- | ---- | --------- | ------- | ----- |
| 1º   | 155 | Ben Bostrom      | Ducati L&M           | Ducati 996 R        | 28   | 40:32.161 | 1º      | 25    |
| 2º   | 100 | Neil Hodgson     | GSE Racing           | Ducati 996 RS       | 28   | +0:01.337 | 2º      | 20    |
| 3º   | 3   | Troy Corser      | Virgilio Aprilia Axo | Aprilia RSV 1000    | 28   | +0:02.923 | 3º      | 16    |
| 4º   | 21  | Troy Bayliss     | Ducati Infostrada    | Ducati 996 R        | 28   | +0:16.729 | 5º      | 13    |
| 5º   | 32  | Eric Bostrom     | Kawasaki Motors C.   | Kawasaki ZX 7RR     | 28   | +0:18.425 | 4º      | 11    |
| 6º   | 1   | Colin Edwards    | Castrol Honda        | Honda VTR1000 SP    | 28   | +0:30.762 | 6º      | 10    |
| 7º   | 11  | Rubén Xaus       | Ducati Infostrada    | Ducati 996 R        | 28   | +0:33.449 | 14º     | 9     |
| 8º   | 8   | Tadayuki Okada   | Castrol Honda        | Honda VTR1000 SP    | 28   | +0:34.371 | 9º      | 8     |
| 9º   | 10  | Doug Chandler    | Kawasaki Motors C.   | Kawasaki ZX 7RR     | 28   | +0:35.638 | 10º     | 7     |
| 10º  | 52  | James Toseland   | GSE Racing           | Ducati 996 RS       | 28   | +0:37.617 | 7º      | 6     |
| 11º  | 55  | Régis Laconi     | Virgilio Aprilia Axo | Aprilia RSV 1000    | 28   | +0:37.960 | 12º     | 5     |
| 12º  | 6   | Gregorio Lavilla | Fuchs Kawasaki       | Kawasaki ZX 7RR     | 28   | +0:44.361 | 16º     | 4     |
| 13º  | 36  | Broc Parkes      | Ducati NCR           | Ducati 996 RS       | 28   | +0:47.356 | 24º     | 3     |
| 14º  | 99  | Steve Martin     | DFX Racing           | Ducati 996 RS       | 28   | +0:49.117 | 15º     | 2     |
| 15º  | 35  | Giovanni Bussei  | Ducati NCR           | Ducati 996 RS       | 28   | +0:56.070 | 22º     | 1     |
| 16º  | 22  | Lucio Pedercini  | Pedercini            | Ducati 996 RS       | 28   | +1:01.842 | 20º     |       |
| 17º  | 33  | Robert Ulm       | Gerin WSBK           | Ducati 996 RS       | 28   | +1:06.342 | 17º     |       |
| 18º  | 14  | Peter Goddard    | Benelli Sport        | Benelli Tornado 900 | 28   | +1:07.102 | 21º     |       |
| 19º  | 46  | Mauro Sanchini   | Pedercini            | Ducati 996 RS       | 28   | +1:14.899 | 18º     |       |
| 20º  | 20  | Marco Borciani   | Pedercini            | Ducati 996 RS       | 28   | +1:14.994 | 19º     |       |
| 21º  | 27  | Bertrand Stey    | White Endurance      | Honda VTR1000 SP    | 28   | +1:20.055 | 25º     |       |

#### Ritirati
| Nº | Pilota              | Squadra               | Motocicletta    | Giri | Griglia |
| -- | ------------------- | --------------------- | --------------- | ---- | ------- |
| 24 | Stéphane Chambon    | Suzuki Alstare Corona | Suzuki GSX R750 | 17   | 13º     |
| 23 | Jiří Mrkývka        | JM SBK                | Ducati 996 RS   | 12   | 27º     |
| 51 | Marty Craggill      | Pacific               | Ducati 996 RS   | 7    | 26º     |
| 69 | Ferdinando Di Maso  | Kawasaki Bertocchi    | Kawasaki ZX 7RR | 4    | 28º     |
| 5  | Akira Yanagawa      | Fuchs Kawasaki        | Kawasaki ZX 7RR | 2    | 11º     |
| 4  | Pierfrancesco Chili | Suzuki Alstare Corona | Suzuki GSX R750 | 2    | 8º      |
| 25 | Javier Rodríguez    | Ghelfi Art            | Honda VTR1000 R | 0    | 29º     |

### Gara 2

#### Arrivati al traguardo[4]
| Pos. | Nº  | Pilota             | Squadra               | Motocicletta        | Giri | Tempo     | Griglia | Punti |
| ---- | --- | ------------------ | --------------------- | ------------------- | ---- | --------- | ------- | ----- |
| 1º   | 155 | Ben Bostrom        | Ducati L&M            | Ducati 996 R        | 28   | 40:31.320 | 1º      | 25    |
| 2º   | 3   | Troy Corser        | Virgilio Aprilia Axo  | Aprilia RSV 1000    | 28   | +0:02.360 | 3º      | 20    |
| 3º   | 100 | Neil Hodgson       | GSE Racing            | Ducati 996 RS       | 28   | +0:15.310 | 2º      | 16    |
| 4º   | 21  | Troy Bayliss       | Ducati Infostrada     | Ducati 996 R        | 28   | +0:18.128 | 5º      | 13    |
| 5º   | 32  | Eric Bostrom       | Kawasaki Motors C.    | Kawasaki ZX 7RR     | 28   | +0:18.584 | 4º      | 11    |
| 6º   | 1   | Colin Edwards      | Castrol Honda         | Honda VTR1000 SP    | 28   | +0:18.806 | 6º      | 10    |
| 7º   | 52  | James Toseland     | GSE Racing            | Ducati 996 RS       | 28   | +0:19.079 | 7º      | 9     |
| 8º   | 5   | Akira Yanagawa     | Fuchs Kawasaki        | Kawasaki ZX 7RR     | 28   | +0:19.397 | 11º     | 8     |
| 9º   | 55  | Régis Laconi       | Virgilio Aprilia Axo  | Aprilia RSV 1000    | 28   | +0:30.747 | 12º     | 7     |
| 10º  | 11  | Rubén Xaus         | Ducati Infostrada     | Ducati 996 R        | 28   | +0:34.099 | 14º     | 6     |
| 11º  | 8   | Tadayuki Okada     | Castrol Honda         | Honda VTR1000 SP    | 28   | +0:34.796 | 9º      | 5     |
| 12º  | 24  | Stéphane Chambon   | Suzuki Alstare Corona | Suzuki GSX R750     | 28   | +0:44.423 | 13º     | 4     |
| 13º  | 99  | Steve Martin       | DFX Racing            | Ducati 996 RS       | 28   | +0:48.303 | 15º     | 3     |
| 14º  | 36  | Broc Parkes        | Ducati NCR            | Ducati 996 RS       | 28   | +1:00.068 | 24º     | 2     |
| 15º  | 14  | Peter Goddard      | Benelli Sport         | Benelli Tornado 900 | 28   | +1:01.003 | 21º     | 1     |
| 16º  | 33  | Robert Ulm         | Gerin WSBK            | Ducati 996 RS       | 28   | +1:11.545 | 17º     |       |
| 17º  | 20  | Marco Borciani     | Pedercini             | Ducati 996 RS       | 28   | +1:23.661 | 19º     |       |
| 18º  | 46  | Mauro Sanchini     | Pedercini             | Ducati 996 RS       | 28   | +1:28.143 | 18º     |       |
| 19º  | 51  | Marty Craggill     | Pacific               | Ducati 996 RS       | 28   | +1:28.615 | 26º     |       |
| 20º  | 27  | Bertrand Stey      | White Endurance       | Honda VTR1000 SP    | 27   | +1 giro   | 25º     |       |
| 21º  | 23  | Jiří Mrkývka       | JM SBK                | Ducati 996 RS       | 27   | +1 giro   | 27º     |       |
| 22º  | 25  | Javier Rodríguez   | Ghelfi Art            | Honda VTR1000 R     | 27   | +1 giro   | 29º     |       |
| 23º  | 69  | Ferdinando Di Maso | Kawasaki Bertocchi    | Kawasaki ZX 7RR     | 27   | +1 giro   | 28º     |       |

#### Ritirati
| Nº | Pilota              | Squadra               | Motocicletta    | Giri | Griglia |
| -- | ------------------- | --------------------- | --------------- | ---- | ------- |
| 35 | Giovanni Bussei     | Ducati NCR            | Ducati 996 RS   | 27   | 22º     |
| 10 | Doug Chandler       | Kawasaki Motors C.    | Kawasaki ZX 7RR | 9    | 10º     |
| 6  | Gregorio Lavilla    | Fuchs Kawasaki        | Kawasaki ZX 7RR | 6    | 16º     |
| 4  | Pierfrancesco Chili | Suzuki Alstare Corona | Suzuki GSX R750 | 1    | 8º      |
| 22 | Lucio Pedercini     | Pedercini             | Ducati 996 RS   | 0    | 20º     |